# Câu chuyện lính trinh sát : Trận đánh cuối cùng
Câu chuyện lính trinh sát: Trận đánh cuối cùng (tiếng Nga: Разведчики: Последний бой) là một bộ phim truyền hình thuộc thể loại tâm lý - chiến tranh, có yếu tố giả tưởng của Star Media. Bộ phim được trình chiếu trong dịp kỷ niệm 63 năm ngày Chiến thắng phát xít Đức (9/5/1945 - 9/5/2008).

## Nội dung
Tháng 5 năm 1945, những ngày cuối cùng của Thế chiến II, Cơ quan tình báo của Hồng quân thu thập được một số thông tin về chương trình thử nghiệm sản xuất máy bay cất cánh thẳng đứng của phát xít Đức. Một nhà nhà máy sản xuất được đặt ở những cánh rừng trong dãy núi phía Tây Bohemia. Một nhóm trinh sát được cử đi thăm dò vị trí chính xác của dự án bí mật...

## Diễn viên
- Boris Scherbakov... Đại tá Chernobrov
- Maksim Zausalin... Trung úy Aleksey Maximov
- Mikhail Tarabukin... Yeroshkin
- Nikita Salopin... Maksyuta
- Tatyana Ostap... Anna
- Aleksandr Suvorov... Chính ủy Ignatov
- Vladimir Bazynkov... Gektor Volkov
- Oleg Valkman... Trung sĩ Danilych
- Igor Salimon... Đại tá Horn
- Maria Fomina... Liselotte
- Boris Smirnov... Georg Wenzel